# Pieter Custers
Pieter Johan Jozef Maria Custers, nizozemski lokostrelec, * 13. marec 1984, Weert.
Sodeloval je na lokostrelskem delu poletnih olimpijskih igrah leta 2004, kjer je osvojil 44. mesto v individualni in 5. mesto v ekipni konkurenci.